# Allopauropus liticen
Allopauropus liticen är en mångfotingart som beskrevs av Paul Auguste Remy 1948. Allopauropus liticen ingår i släktet småfåfotingar, och familjen fåfotingar. Inga underarter finns listade i Catalogue of Life.